# Marek Gasztecki
Marek M. Gasztecki – polski śpiewak operowy, bas.

## Kariera
Swoją muzyczną edukację rozpoczął w Poznańskiej Szkole Chóralnej i Poznańskim Chórze Chłopięcym Jerzego Kurczewskiego.
Kończąc naukę na Wydziale Wokalnym Akademii Muzycznej w Poznaniu w klasie prof. Henryka Łukaszka, zadebiutował w poznańskim Teatrze Wielkim w premierze „Snu nocy letniej” Benjamina Brittena.
Po międzynarodowym konkursie wokalnym w Tuluzie, już jako laureat, nawiązał współpracę z teatrami operowymi Niemiec – Norymberga, Darmstadt, Bonn. W uznaniu za kreacje wokalne i sceniczne (Leporello w „Don Giovannim” W.A. Mozarta, Daland w „Latającym Holendrze” R. Wagnera, Kardynał Brogni w „Żydówce” Halevy’ego) wydawane w Zurychu czasopismo „Opernwelt” wyróżniło śpiewaka tytułem „Artysta Roku 1994”.

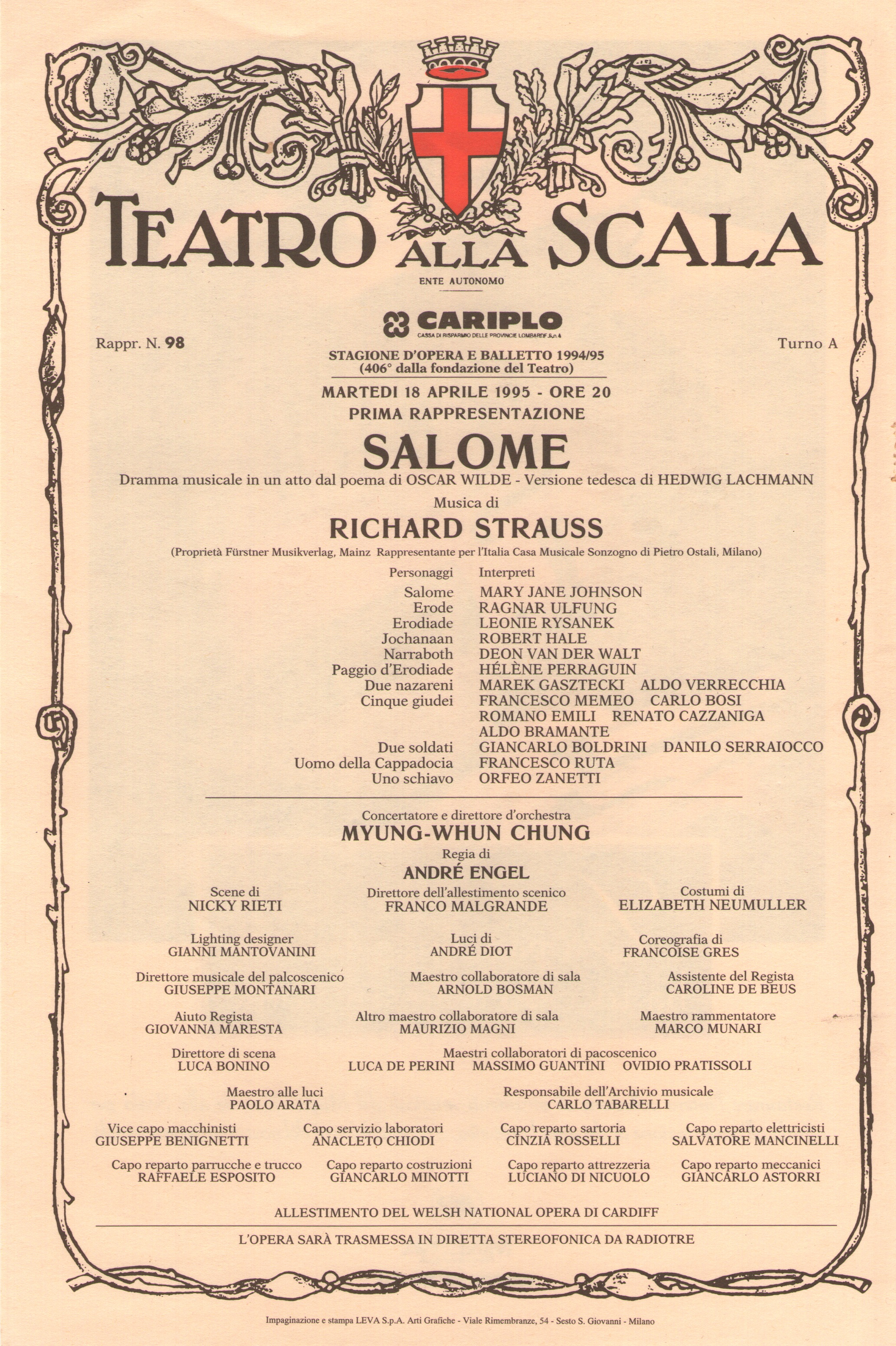
„Salome” – La Scala, Mediolan 1995

W roku następnym debiutował Gasztecki w mediolańskiej „La Scali” w dyrygowanym przez Riccardo Mutiego „Czarodziejskim Flecie” W.A. Mozarta, a debiut ten przyniósł kolejne propozycje występów w Teatro alla Scala („Salome” R. Straussa – Myung-Whun Chung, H. Berlioza „Les Troyens” – Sir Colin Davis) i umożliwił współpracę m.in. z takimi artystami, jak: Leonie Rysanek, Edita Gruberová, Grace Bumbry, Thomas Hampson, Robert Hale, Cheryl Studer, James Morris, Barbara Bonney, Anna Nietriebko, Jonas Kaufmann, Natalie Dessay, Marlis Petersen, Peter Schreier, Piotr Beczała; reżyserami: Peter Stein, Peter Mussbach, Willy Decker, Johannes Schaaf, Marco Arturo Marelli, Mariusz Treliński.
Obok La Scali Marek M. Gasztecki gościł na deskach scen operowych i koncertowych takich, jak sceny w Amsterdamie, Berlinie, Brukseli, Teatro Colón w Buenos Aires, Frankfurcie, Hamburgu, Jerozolimie, Madrycie, Nicei, Pekinie, Rzymie, Stuttgarcie, Sevilii, Tel Awiwie, Tokio i Wiedniu. W Paryżu śpiewał pod batutą Christopha von Dohnányiego, w Zurychu – Nikolausa Harnoncourta, w Salzburgu i Hamburgu – Kenta Nagano, w Brukseli – Antonio Pappano, we Florencji pod dyrekcją Ivora Boltona i Simone Young, w Edinburghu i Lyonie – Kirilla Petrenki, w Amsterdamie – Jaapa van Zwedena. Gaszteckiego łączyła również współpraca artystyczna z polskimi dyrygentami – Agnieszką Duczmal, Jerzym Maksymiukiem i Grzegorzem Nowakiem.
Repertuar muzyki XX i XXI wieku wykonywany przez Marka M.Gaszteckiego skupiał się wokół twórczości następujących kompozytorów: Schönberg, Berg, Bartók, Riehm, Szostakowicz, Prokofiew, Penderecki, Hosokawa, Glanert.
Japoński kompozytor Toshio Hosokawa w 1999 roku powierzył Gaszteckiemu tytułową rolę króla Leara swojej opery „Vision of Lear” (przedstawienia: Tokyo, Shizuoka – „2 Theater Olympics”; wznowienie: Hiroszima). W roku 2016 T. Hosokawa zaprosił M. M. Gaszteckiego do współpracy w realizacji swojego kolejnego dzieła, opery „The Silent Sea”. Prapremiera odbyła się w Hamburskiej Staatsoper, przedstawienie prowadził Kent Nagano, inscenizował Oriza Hirata.

Marek M. Gasztecki (jako Phtolomeus) i Elisabeth Whitehause (jako Cleopatra) w Staatstheater Darmstadt

Artysta współpracował z orkiestrami takimi, jak: Wiener Philharmoniker, Philharmonia London, Orchestra Accademia Santa Cecilia, Berliner Symphoniker, Orquesta Nacional de España, Israel Philharmonic Orchestra, Orchestra del Maggio Musicale Fiorentino, China Philharmonic Orchestra, Osaka Philharmonic Orchestra, Real Orquesta Sinfónica de Sevilla, Orchestre Philharmonique de Nice, Koninklijk Concertgebouworkest, Gewandhausorchester Leipzig, Edmonton Symphony Orchestra, Detroit Symphony Orchestra.
Sparafucile w Verdiowskim „Rigoletto” w operze w Wiedniu, jak i partia Geronte de Ravoir w produkcji „Manon Lescaut” G. Pucciniego, i Dr Kolenatý w „Sprawie Makropulos” L. Janáčka w Operze Narodowej w Warszawie, Fisherman w „The Silent Sea” w operze T. Hosokawy w Staatsoper w Hamburgu, Generał w „Graczu” S. Prokofiewa w Nationaltheater Mannheim i Operze w Bazylei, to ostatnie produkcje, w których wziął udział Marek M. Gasztecki.
Według stanu na początek 2020, dotychczasowy dorobek artystyczny solisty, to osiemdziesiąt partii operowych i czterdzieści pięć oratoryjno-kantatowych, około 2200 przedstawień.

## Dyskografia
Listę nagrań DVD i CD rozpoczyna opera „Sosarme” G.F. Haendla, L. van Beethovena „Fidelio”, M. von Schillingsa „Mona Lisa”, W.A. Mozarta „Czarodziejski Flet”, i „Don Giovanni, G. Verdiego „Don Carlos”, F. von Suppé’ego „Missa pro defunctis d-moll”, A. Berga „Wozzeck”, D. Szostakowicza „XIV Symfonia”, T. Hosokawy „Vision of Lear” i „The Silent Sea”, „Mozart and Verdi Arias” (dyr. Grzegorz Nowak) podczas Festiwalu Music & Amitié, R. Schumanna „Dichterliebe” (Francois Killian – fortepian) oraz M. Karłowicza „Pieśni” (Ewa Kandulska – fortepian).